# 肯普山
肯普山（英語：Mount Kempe）是南極洲的山峰，位於維多利亞地的斯科特海岸，屬於皇家學會嶺的一部分，海拔高度3,005米，由英國探險隊發現，現時由南極條約體系管理。

## 外部連結
. . United States Geological Survey.   [2013-04-23].
78°19′S 162°43′E / 78.317°S 162.717°E